# Filme de Zapruder

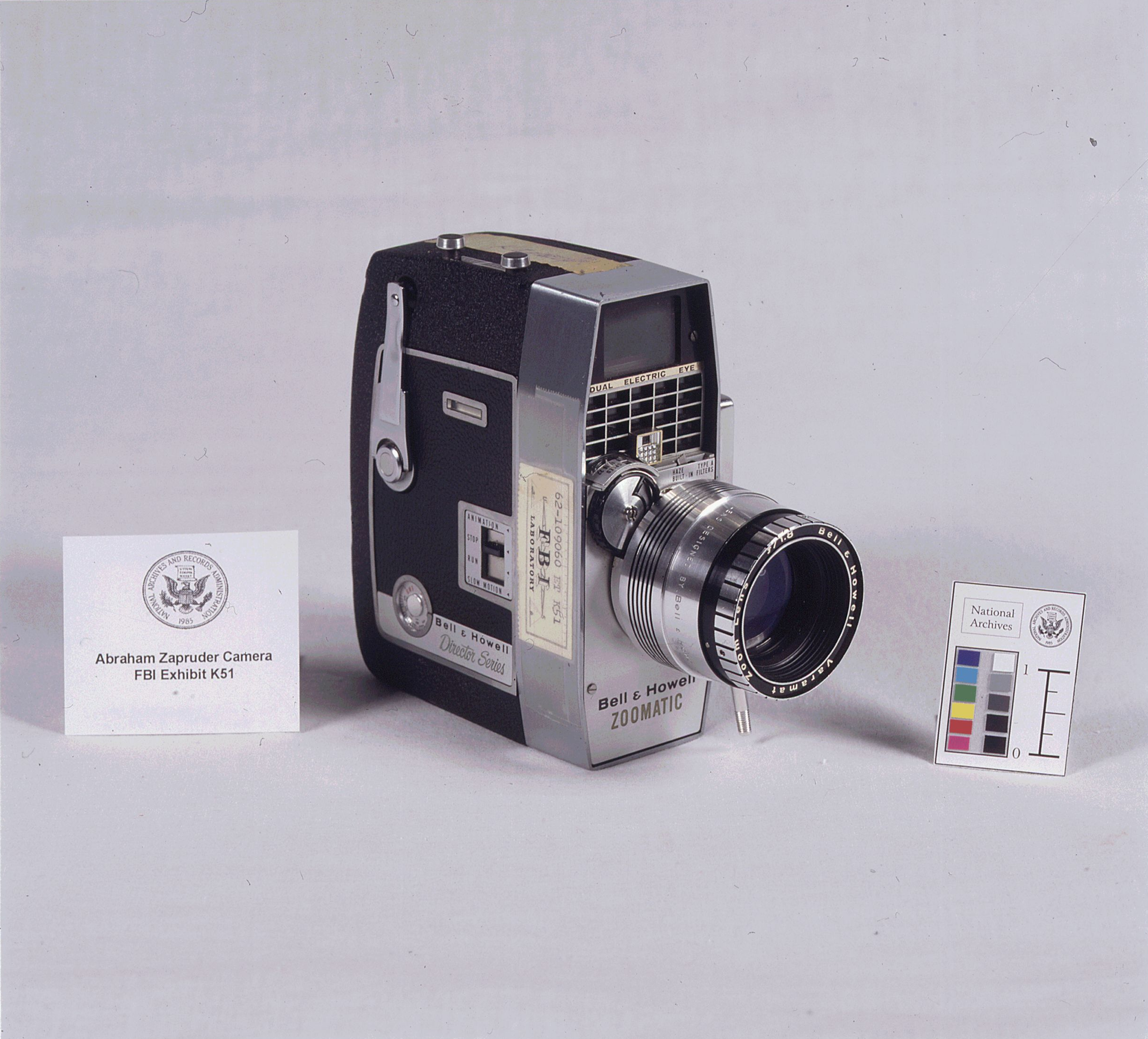
Câmera de filme Bell & Howell Zoomatic usada para filmar o filme, na coleção dos Arquivos Nacionais dos EUA

O filme de Zapruder é uma sequência muda de 8mm colorida filmada por Abraham Zapruder com uma câmera de filme caseiro Bell &amp; Howell, enquanto a carreata do presidente dos Estados Unidos John F. Kennedy passava por Dealey Plaza em Dallas, Texas, em 22 de novembro de 1963. Inesperadamente, acabou capturando o assassinato do presidente.
Embora não seja o único filme do tiroteio, o filme de Zapruder foi descrito como o mais completo, dando uma visão relativamente clara de uma posição um tanto elevada do lado de onde é visível o ferimento fatal na cabeça do presidente. Foi uma parte importante das audiências da Comissão Warren e todas as investigações subsequentes do assassinato, e é um dos filmes mais estudados da história. De maior notoriedade é a captura do tiro fatal na cabeça do presidente Kennedy quando sua limusine presidencial estava quase exatamente na frente e um pouco abaixo da posição de Zapruder.
Em 1994, a filmagem foi selecionada para preservação no Registro Nacional de Filmes dos Estados Unidos pela Biblioteca do Congresso como sendo "cultural, histórica ou esteticamente significativa".

## Criação
Abraham Zapruder estava em um pedestal de concreto ao longo da Elm Street, em Dealey Plaza, segurando uma câmera de alta qualidade Modelo 414 PD Bell &amp; Howell Zoomic Director Series. Ele filmou desde o momento em que a limusine presidencial virou na Elm Street para um total de 26,6 segundos, expondo 486 quadros de Kodachrome padrão de 8 mm II filme de segurança, rodando a uma média de 18,3 quadros/segundo.
Depois que o agente do Serviço Secreto Forrest Sorrels prometeu a Zapruder que o filme seria usado apenas para uma investigação oficial, os dois homens procuraram revelar a filmagem o mais rápido possível. Como o equipamento da estação de televisão WFAA era incompatível com o formato, a unidade de processamento de filmes da Eastman Kodak em Dallas desenvolveu o filme e a Jamieson Film Company produziu três cópias. Zapruder deu duas cópias a Sorrels e elas foram enviadas para Washington. O filme original foi retido por Zapruder, além de uma das cópias.
Na manhã de 23 de novembro, a CBS perdeu o leilão para a oferta de US $ 150.000 da revista Life (US$ 1.330.000 em 2022). O correspondente de notícias da CBS, Dan Rather, foi o primeiro a relatar a filmagem na televisão nacional depois de vê-la, embora as imprecisões em sua descrição contribuam para muitas teorias da conspiração sobre o assassinato.
O quadro 313 do filme captura o tiro fatal na cabeça do presidente. Depois de ter um pesadelo em que viu uma placa na Times Square, em Nova York, com a frase "Veja a cabeça do presidente explodir!" , Zapruder insistiu que o quadro 313 fosse excluído da publicação.
Zapruder foi uma das pelo menos 32 pessoas em Dealey Plaza conhecidas por terem feito filmes ou fotografias na época ou na época do tiroteio.

## Histórico subsequente
Cópias do filme completo estão disponíveis na Internet. Uma das cópias de primeira geração do Serviço Secreto foi emprestada ao Federal Bureau of Investigation (FBI) em Washington, DC, que fez uma cópia de segunda geração.
Em 1966, o pesquisador de assassinatos Josiah Thompson, enquanto trabalhava para a Life, foi chamado para examinar uma cópia de primeira geração do filme e um conjunto de slides coloridos de 35 mm feitos a partir do original. Ele tentou negociar com a Life os direitos de imprimir quadros individuais importantes em seu livro Six Seconds in Dallas. A Life se recusou a aprovar o uso de qualquer um dos quadros, mesmo depois que Thompson se ofereceu para dar todos os lucros da venda do livro à Life. Após sua publicação em 1967, o livro de Thompson apresentou alguns desenhos a carvão muito detalhados de importantes molduras individuais, além de reproduções de fotos dos quatro desaparecidos. A Time Inc. entrou com uma ação contra Thompson e sua editora por violação de direitos autorais. Um Tribunal Distrital dos EUA decidiu em 1968 que os direitos autorais da Time Inc. do filme Zapruder não foram violados invocando a doutrina do uso justo.

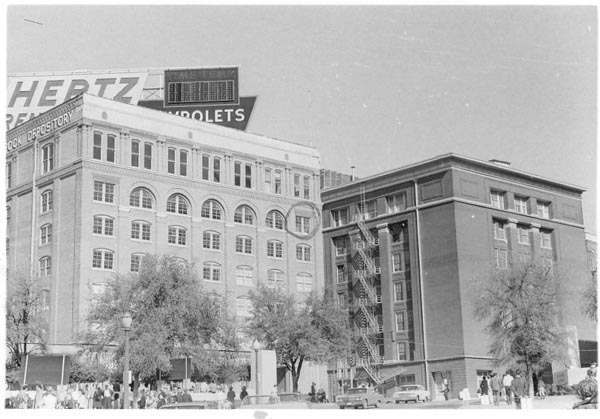
O Texas School Book Depository Building e o Dal-Tex Building no centro de Dallas, Texas, em novembro de 1963.

Antes do julgamento de 1969 de Clay Shaw, um empresário de Nova Orleans, por conspiração em conexão com o assassinato, uma cópia do filme feita várias gerações do original foi intimada pela Time Inc. em 1967 pelo promotor distrital de Nova Orleans Jim Garrison para uso na audiência do grande júri de Shaw. Garrison intimou sem sucesso o filme original em 1968. As exibições da cópia de Garrison no tribunal em 1969 foram a primeira vez que foi exibida em público como um filme. Garrison permitiu que cópias do filme fossem feitas e essas cópias de baixa qualidade começaram a circular entre os pesquisadores de assassinatos e também eram conhecidas por muitos jornalistas. O filme de Zapruder foi ao ar como parte de um noticiário de televisão da área de Los Angeles em 14 de fevereiro de 1969.
A primeira transmissão do filme de Zapruder foi no programa de televisão noturno Underground News com Chuck Collins, originário da WSNS-TV, Ch 44, Chicago em 1970. Foi dado ao diretor Howie Samuelsohn por Penn Jones e mais tarde foi ao ar em syndication para Filadélfia, Detroit, Kansas City e St. Louis.
Em 6 de março de 1975, no programa de televisão noturno da ABC Good Night America, os pesquisadores de assassinatos Robert Groden e Dick Gregory apresentaram a primeira exibição de televisão em rede dos EUA do filme Zapruder. A resposta e a indignação do público a essa exibição na televisão rapidamente levaram à formação da investigação Hart-Schweiker, que contribuiu para a Investigação do Comitê Church sobre Atividades de Inteligência pelos Estados Unidos e resultou na investigação do Comitê Seleto da Câmara sobre Assassinatos.
Em abril de 1975, em acordo de um processo de royalties entre a Time Inc. e os herdeiros de Zapruder que surgiu da exibição da ABC, a Time Inc. vendeu a versão inicial do filme e seus direitos autorais de volta à família Zapruder pela soma simbólica de $ 1. A Time Inc. queria doar o filme para o governo dos EUA. A família Zapruder originalmente se recusou a consentir, mas em 1978, a família transferiu o filme para a Administração Nacional de Arquivos e Registros para preservação e guarda apropriadas, mantendo a propriedade do filme e seus direitos autorais. O diretor Oliver Stone pagou mais de US$ 85.000 à família Zapruder pelo uso do filme Zapruder em seu filme JFK (1991).
Em 26 de outubro de 1992, o então presidente dos EUA George H.W. Bush sancionou a Lei de Coleta de Registros de Assassinato do Presidente John F. Kennedy ("Lei JFK"), que buscava preservar para fins históricos e governamentais todos os registros relacionados ao assassinato do presidente Kennedy. A Lei também criou a Coleção de Registros de Assassinato do Presidente John F. Kennedy nos Arquivos Nacionais. O filme de Zapruder foi automaticamente designado como "registro de assassinato" e, portanto, tornou-se propriedade oficial do governo dos Estados Unidos.
Conforme exigido pela lei federal dos EUA para tal apreensão sob domínio eminente, foi tentado o pagamento aos herdeiros de Zapruder. Como o filme é único, era difícil determinar seu valor; eventualmente, após a arbitragem com os herdeiros de Zapruder, o governo comprou o filme em 1999 por US$ 16 milhões, embora, naquela época, a família retivesse os direitos autorais do filme.
Em dezembro de 1999, a família Zapruder doou os direitos autorais do filme para o Sixth Floor Museum, no edifício Texas School Book Depository em Dealey Plaza, juntamente com uma das cópias de primeira geração feitas em 22 de novembro de 1963 e outras cópias do filme e ampliações de quadros outrora mantidas pela revista Life, que já haviam sido devolvidas.
A história relevante do filme é abordada em um livro de David R. Wrone de 2003 intitulado The Zapruder Film: Reframeing JFK's Assassination . Wrone é um professor de história que acompanha a cadeia de evidências do filme.

## Estudo do filme
Cada quadro do filme de Zapruder foi reunido em um filme panorâmico. Cada objeto que aparece durante o filme tem sua posição inicial igual a onde aparece primeiro em seus quadros. As posições dos objetos são atualizadas durante a visibilidade nos quadros do Zapruder e permanecem imóveis quando cada objeto sai desses quadros.
Entre novembro de 1963 e janeiro de 1964, o FBI examinou uma cópia do filme de Zapruder, observando que a câmera gravava em média 18,3 quadros por segundo. Não está claro a partir do filme em si quando ocorreu o primeiro e o segundo tiros. É evidente que, no quadro 225, o presidente está reagindo ao ferimento na garganta. No entanto, nenhuma ferida ou sangue é visto no presidente Kennedy ou no governador Connally antes do quadro 313.

## Disputa sobre autenticidade
A visão de que o filme de Zapruder capturou o tiroteio do começo ao fim foi contestada por Max Holland, autor de The Kennedy Assassination Tapes, e o fotógrafo profissional Johann Rush em um editorial conjunto publicado pelo The New York Times em 22 de novembro de 2007. Holland e Rush apontaram que Zapruder parou temporariamente de filmar por volta do quadro 132, quando apenas as motocicletas da polícia eram visíveis. Quando ele continuou filmando, o quadro 133 já mostra a comitiva presidencial à vista. Holland e Rush sugerem que a pausa pode ter tido grande significado para a interpretação do assassinato.
A autenticidade da imagem no quadro 313 foi contestada por Douglas Horne, analista sênior do Assassination Records Review Board e Dino Brugioni do National Photographic Interpretation Center (NPIC) da CIA. Brugioni foi considerado o principal analista de inteligência de imagens do mundo até sua morte em 2015. Horne descobriu que o NPIC trabalhou em duas versões diferentes do filme de Zapruder nas noites de sábado e domingo imediatamente após o assassinato, ocorrido na sexta-feira. Brugioni então declarou que o filme Zapruder nos Arquivos Nacionais hoje, e disponível ao público, especificamente o quadro 313, é uma versão alterada do filme que ele viu e trabalhou em 23 e 24 de novembro, a mais antiga das duas versões tratadas pelo NPIC. Brugioni lembrou-se de ter visto uma "nuvem branca" de matéria cerebral, acima da cabeça de Kennedy, e disse que esse "spray" durou mais de um quadro do filme. A versão do filme de Zapruder disponível ao público mostra o tiro na cabeça fatal em apenas um quadro do filme, o quadro 313. Além disso, Brugioni estava certo de que o conjunto de quadros informativos disponíveis ao público nos Arquivos Nacionais não é o conjunto que ele e sua equipe produziram em 23 e 24 de novembro de 1963. O Sixth Floor Museum no Dealey Plaza nega que o filme de Zapruder tenha sido alterado ou que algum dos quadros esteja faltando no filme. O engenheiro da Kodak Ronald Zavada realizou experimentos com o filme usado por Abraham Zapruder e concluiu que o filme é autêntico.

## Efeito cultural
Em 1994, a filmagem de Zapruder foi considerada "culturalmente, historicamente ou esteticamente significativa" pela Biblioteca do Congresso dos Estados Unidos e foi selecionada para preservação permanente no National Film Registry.
Alguns críticos afirmaram que a violência e o choque desse filme caseiro levaram a uma nova forma de representar a violência no cinema americano da década de 1970, tanto nos filmes mainstream, quanto particularmente nos filmes de terror indie e underground.
O filme foi apresentado em filmes ou outras mídias, como o filme JFK de Oliver Stone. Um close da parte do filme que mostra o tiro fatal na cabeça de Kennedy também é mostrado no filme de Clint Eastwood In the Line of Fire.
Abraham Zapruder às vezes é apresentado como o antepassado de todos os jornalistas cidadãos.
Em " Murder Most Foul ", uma meditação musical sobre o assassinato de Kennedy e seu efeito na contracultura americana, Bob Dylan canta 'filme de Zapruder eu já vi isso antes/vi 33 vezes talvez mais'.